# Türkiye Futbol Federasyonu
Türkiye Futbol Federasyonu ordnar med organiserad fotboll i Turkiet, och bildades den 23 april 1923, för att samma år anslutas till Fifa. 1962 gick man med i Uefa. 2004 fanns 4 956 fotbollsklubbar i Turkiet, och bland de registrerade spelarna var 4 775 proffs och 136 823 amatörer, med 233 damer. Antalet licenserade domare var 796 manliga och 20 kvinnliga.